# Silvio Maiga
Silvio Maiga (Sanremo, 14 giugno 1949) è un ex copilota di rally italiano.

## Biografia
(Silvio Maiga)
Sin da giovane, quando ancora non aveva nemmeno la patente di guida, appassionato di automobilismo e di rally in particolare, si reca sempre sulle alture liguri e nella vicina Monte Carlo per seguire le gesta dei campioni che partecipavano al Rally di Sanremo e al più prestigioso rallye monegasco
Con un gruppo di amici, trascorre spesso le lunghe serate d'inverno in un bar di Bordighera, discutendo di rally con gente che diverrà poi nota nel mondo dell'automobilismo sportivo, come Daniele Audetto, Leo Cella e Amilcare Ballestrieri.
A contatto con l'ambiente, riesce a ottenere i primi incarichi come navigatore. Il primo pilota con cui corre è De Bonis, con il quale partecipa nel 1970 al suo primo Monte Carlo a bordo di una Fiat 128, peraltro preparata per le corse di velocità e non per le stradine di montagna; La gara non va molto bene, costringendo l'equipaggio al ritiro.
L'anno successivo passa a fare coppia con Orlando dall'Ava su di una Fiat 125, Gruppo 1, con il quale fa esperienza senza tuttavia ottenere apprezzabili risultati.

L'equipaggio Ballestrieri-Maiga su Opel Kadett GTE al Rally di Sanremo 1976

La svolta della sua carriera arriva nel 1973, quando il suo amico Audetto diventa vice del direttore sportivo Cesare Fiorio alla squadra corse della Lancia. Maiga viene affiancato a un'altra sua conoscenza, Ballestrieri, su di una Fulvia Coupé 1.6 HF del team ufficiale, vincendo a fine anno il Campionato italiano rally.
Il 1974 lo vede partecipare alle gare del Campionato mondiale rally assieme a Ballestrieri e all'altra coppia lancista ufficiale, quella formata da Sandro Munari e Mario Mannucci su Stratos HF.
Dopo un periodo forzato di lontananza dalle gare per problemi di salute, e dopo un rientro di rodaggio, nel 1976 viene affiancato a Munari rimasto nel frattempo senza navigatore. Con questi ottenne i migliori successi della sua carriera: tra questi le vittorie a Monte Carlo, al Rally del Portogallo e al Tour de Corse nel 1976, e nuovamente al rallye monegasco nel 1977.
Questi sono i suoi anni più ricchi di soddisfazioni, che gli conferiscono notorietà anche all'estero. Soddisfatto di quanto ottenuto, decide di lasciare l'attività agonistica per laurearsi in economia e intraprendere poi la professione di commercialista.
In seguito, sino al 2010 è organizzatore del rally sanremese.
È oggi presidente del Circolo Golf degli Ulivi di Sanremo.